# Oliver Stamm
Oliver „Talliver“ Stamm (* 25. Oktober 1966 in Wien) ist ein ehemaliger österreichischer Volleyballspieler und ein Urgestein des österreichischen Beachvolleyballs.

## Leben
Oliver Stamm ist der Sohn des ehemaligen Profifußballers Walter Stamm. Schon früh entdeckte er seine Liebe zum runden Leder. Er ging in das Bundesrealgymnasium in Mödling, wo er dann 1981 endgültig den Volleyball gegen den Fußball tauschte.
Bis 1993 spielte er Hallenvolleyball. Er wurde in dieser Zeit österreichischer Meister und Cupsieger und hatte 75 Einsätze im österreichischen Nationalteam. Er war außerdem der erste Österreicher, der im Volleyball Auslandsprofi in der spanischen Ehrendivision bei Almería wurde.
Von 1993 bis 2002 wechselte er zum Beachvolleyball, wo er in Österreich Pionierarbeit leistete. Er baute mit anderen Volleyballspielern die Sportart in Österreich auf, die vorher nicht vorhanden war. Mit seiner Hilfe entstand das Beachvolleyballturnier 1996 in Kärnten am Wörthersee.
Er wurde in dieser Zeit Österreichischer Meister, hatte mehrere Topplatzierungen bei World-Trophy-Turnieren und auf der FIVB World Tour. Außerdem erreichte er mit Nik Berger bei den Olympischen Spielen 2000 in Sydney den neunten Platz. Im Achtelfinale scheiterten die beiden mit 14:16 nur knapp an den Silbermedaillengewinnern Zé Marco und Ricardo. Bei der Weltmeisterschaft 2001 wurden die Österreicher ebenfalls Neunte und bei den Goodwill Games 2001 in Brisbane Achte. Stamm war außerdem mehrere Jahre "Players Representative" (Spielervertreter der Beachvolleyball World Tour).
Nach dem Ende seiner Beachvolleyball-Karriere moderierte er die TV-Quiz-Sendung "The Chair – nimm Platz in der Hölle" in Köln für den österreichischen Privatsender ATV. Danach gründete er mit dem österreichischen Olympiateilnehmer Michael Buchleitner eine Sportmanagement-Agentur (Ecosports consulting). Zum Fernsehen verschlug es ihn wieder im Jahr 2008, wo er bei der vierten Staffel von Dancing Stars teilnahm und bis in die dritte Runde kam. Seit seiner aktiven Spielerzeit unterstützt er Right To Play und ist dabei Österreichs Botschafter.
Seit Dezember 2008 arbeitet er als Konsulent für die österreichische Sporthilfe.
Als PR-Berater entwickelt er Konzepte und Ausstellungen für das Unternehmen TWIN, welches sich auf die höchstwertige, museumsgerechte Reproduktion von Kunstwerken, vorwiegend aus der Epoche Jugendstil, konzentriert.
Oliver und Caro Stamm (geborene Strasnik) haben zwei Kinder, Constantin (geb. 2006) und Mia Joy (geb. 2007) und leben in Klosterneuburg bei Wien.